# Алимова балка
Алимова балка — ущелье Внутренней гряды Крымских гор, вблизи села Баштановка. Находится на южном склоне Качинского каньона, напротив монастыря Качи-Кальон. 

## Описание
Название балки происходит от имени легендарного татарского разбойника XIX века Алима. Целиком покрыто лесом.
Длина балки — 3,2 км, ширина у устья — около 300 метров. С восточного борта балка ограничена склонами горы Бурун-Кая, с северо-западного — горы Кизил-Бурун, называемой в народе Ступой, за округлую форму скального выступа.
Алимова балка имеет два истока. В западном находится источник Качедже (от тюрк. качедже, «убегает»). Ручей Качедже действительно «скрывающийся», поскольку появляется и исчезает в разных участках русла. Восточный (правый) приток очень мал, даже не показан на географических картах.

## Природные объекты
Ранее в скалистых обрывах балки были пещеры, входы в которые в настоящее время замурованы, по причине того, что в них часто пропадали люди. Вблизи этого места находится Алим-Чокрак (источник Алима). Чуть выше источника — живописный каменный хаос со сквозным проходом под толщей каменных глыб. Кроме источника Качедже, здесь известен всего лишь один-единственный источник. Он прячется в небольшой лощине, расположенной на самом крайнем южном краю массива, у западного подножия скального мыса Орман-Кая.
В верховьях Алимовой Балки находится небольшой реликтовая роща тиса ягодного. Правда, эта роща не образует сплошного лесного массива, и отдельные тисовые деревья разбросаны среди дубово-грабового леса. Интересно, что в этой популяции есть очень старые деревья. Диаметр ствола одного из них составляет около 60 см, а это свидетельствует об очень солидном, почти в тысячу лет, возрасте. Рядом со взрослыми деревьями тиса подходит и многочисленный молодой подрост.
В балке растут кизил, бук, тис и аронник.

## Исторические объекты
В верховье балки находится стоянка древнего человека эпохи мезолит — Алимов навес. На скале Бурун-Кая, что возвышается над балкой, обнаружены руины средневековой крепости и старинный могильник —  Таврские каменные ящики. Над её верховьями, густо поросшими широколиственным лесом, скрываются многочисленные кучи замшелых неотесанных камней — руины древних зданий. Предположительно это остатки поселения, примыкавшего к средневековому укреплению на мысе Бурун-Кая.
По преданию крымскотатарский разбойник Алим, который снискал славу местного Робин Гуда, скрывался в этой балке, и обнаружить его никто не мог.
Через Алимову Балку проходит маркированный международный туристический маршрут номер 78/77 к скале Кубышка и Змеиной Балке.
Местность привлекает любителей мистического туризма, существует много предрассудков относительно проклятий и благословений балки.